# Theo Bos (football)
Pour les articles homonymes, voir Theo Bos et Bos.
Theo Bos, né le 5 octobre 1965 à Nimègue, est un footballeur néerlandais qui occupait le poste de défenseur au Vitesse Arnhem, le seul club de sa carrière, où il est le joueur le plus capé. Reconverti entraîneur, il ne dirigeait aucun club au moment de son décès le 28 février 2013, à Elst (Gueldre).

## Biographie

### Apprend le métier d'entraîneur
Tout de suite après avoir pris sa retraite, Bos est nommé entraîneur des jeunes au Vitesse Arnhem. Quelques années plus tard, en 2000, il intègre le staff professionnel de l'équipe, et devient l'entraîneur adjoint successivement de Ronald Koeman, Mike Snoei (en) et Edward Sturing (en).

### Fait ses armes en première division
En 2005, « Monsieur Vitesse » quitte son club après y avoir posé ses bagages plus de vingt ans auparavant, et accepte l'offre du FC Den Bosch, club de deuxième division tout juste relégué d'Eredivisie. Venu dans l'idée de faire remonter le club, sa première saison à la tête des Blue White Dragons est décevante, puisque le club néerlandais ne finit qu'à la septième place. L'année suivante, Bos parvient à accrocher les play-offs, mais ses joueurs s'inclinent contre le VVV Venlo lors du deuxième tour. Sa troisième saison au club commence de la meilleure des manières, puisque Den Bosch remporte la première période du championnat. Mais comme en 2007, son équipe est éliminée au deuxième tour des play-offs. Mal parti la saison suivante, Theo Bos est finalement démis de ses fonctions, un peu plus de trois ans après son arrivée.

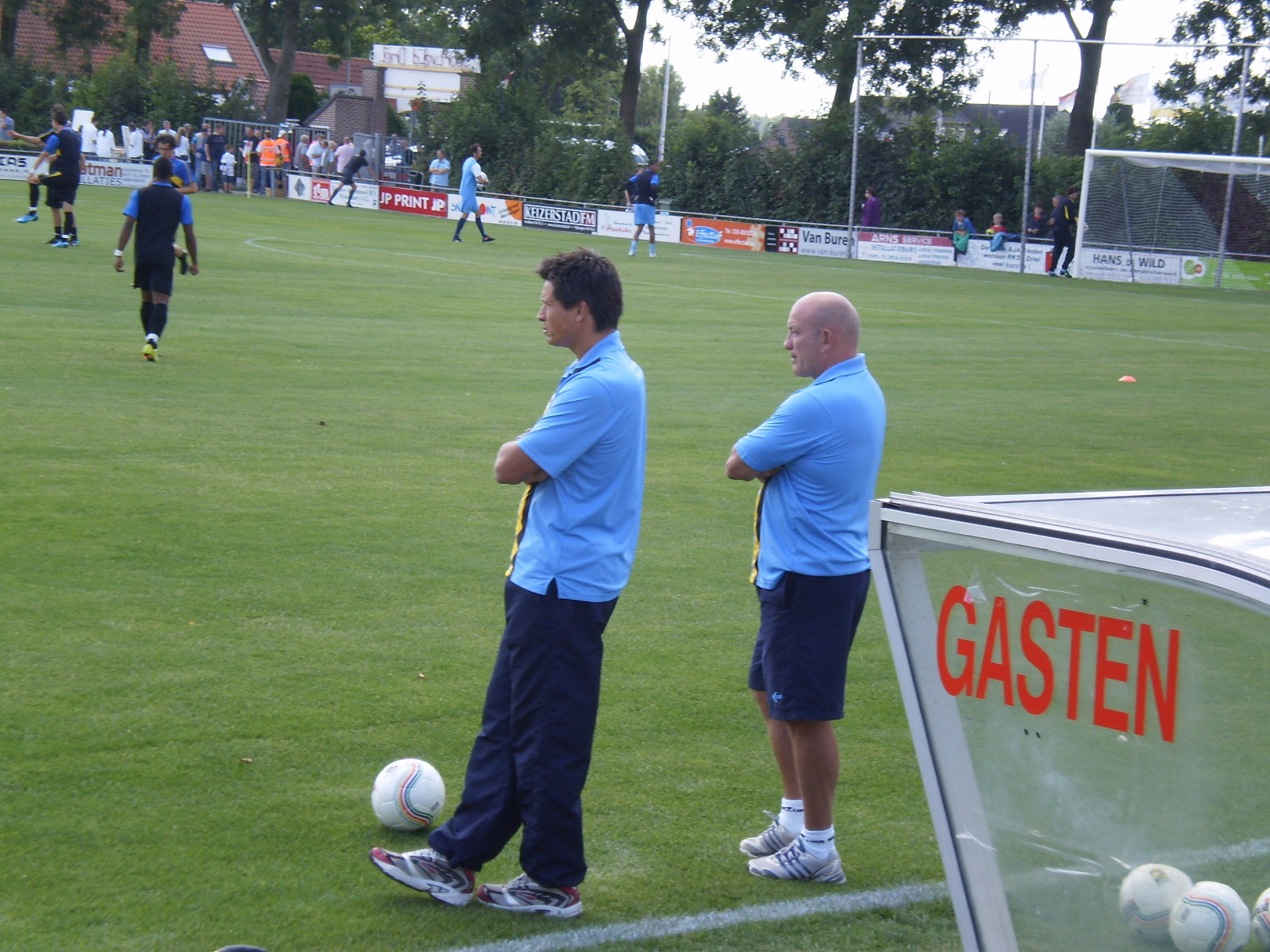
À droite de l'image, lors d'un match amical entre le Vitesse Arnhem et Hibernian.

Lors de cette même saison 2008-2009, le Vitesse Arnhem connaît de grosses difficultés en première division et pointe à la quinzième place, juste au-dessus de la zone de relégation. L'entraîneur Hans Westerhof est licencié en décembre 2008, alors qu'il était arrivé en juillet. Theo Bos est alors considéré comme son potentiel successeur, comme John van den Brom ou Johan Neeskens.
Le 3 janvier 2009, Bos est officiellement nommé entraîneur principal du Vitesse. Malgré une petite remontée au classement, le Vitesse ne parvient pas à retrouver ses résultats de début de siècle, et frôle même la zone rouge. Les saisons suivantes ne sont pas meilleures, et le club se retrouve même relégable en début de saison 2010-2011. Le 21 octobre 2010, Bos quitte son poste.
Le 6 janvier 2011, il est nommé entraîneur au Polonia Varsovie, en Pologne,, et emmène avec lui Marc van Hintum (en), son adjoint à Arnhem. Malgré une première victoire face au champion en titre en coupe, les résultats du Polonia ne s'améliorent pas, et le club recule même au classement. Deux mois seulement après son entrée en fonction, et à la suite d'une nouvelle défaite contre le Zagłębie Lubin, Bos est limogé par son président, qui le remplace par son second adjoint, Piotr Stokowiec. Au mois d'avril, il retrouve un poste aux Pays-Bas, et signe un pré-contrat avec le club du FC Dordrecht. Il remplace, lors de la saison 2011-2012, l'entraîneur Henny Lee, déjà choisi pour entraîner le FC Utrecht.

## Palmarès
- Champion de deuxième division néerlandaise : 1989
- Finaliste de la Coupe des Pays-Bas : 1990